# Andreas Niedermann
Andreas Niedermann (* 27. April 1956 in Basel) ist ein Schweizer Schriftsteller und Verleger. 

## Leben
Nach der Ausbildung zum Chemie- und Textillaborant führte er ein unstetes Leben quer durch Europa. Er arbeitete in vielen Berufen, war u. a. Steinbrecher, Journalist, Kinobetreiber, Alphirte, Theatertechniker und Fitnesstrainer. Ab 1987 publizierte er regelmäßig Romane, die oft autobiografisch gefärbten Inhalt hatten. Seit 1989 lebt er mit seiner Familie in Wien. 2005 gründete er den Songdog-Verlag. 

## Bücher
- Grabsteinentwürfe (Gedichte). 1979
- Sauser (Roman). Ed. Moderne, Zürich 1987
- Stern (Roman). Nautilus, Hamburg 1989
- Die Stümper (Roman). Bommas, Augsburg 1996
- Verflucht schön (Roman). Songdog, Wien 2005
- Das Flackern der Flamme bei auffrischendem Westwind (Stories, Berichte, Skizzen). Songdog, Wien 2006
- Love is Hell (Roman). Songdog, Wien 2008
- LOG (Aufzeichnungen Wien-Wald AR). Songdog, Wien 2009
- Die Katzen von Kapsali (Roman). Songdog, Wien 2010
- Goldene Tage (Roman). Songdog, Wien 2012
- Von Viktor zu Hartmann (Stories). Songdog, Wien 2014
- Country (Stories). Songdog, Wien 2015
- Blumberg (Kriminalroman). Songdog, Wien 2018
- Das Glück der falschen Fährten (Novelle). Edition Baes, Wien 2019
- Blumberg 2. Die Wachswalze (Kriminalroman). Edition Baes, Wien 2020
- Schreiben. Selbstbild mit Tier. Songdog, Bern 2022
- Blumberg 3 Alte Schule (Roman noir) Edition Baes, Wien 2024
- Das Buch Maloch. Songdog, Bern 2024